# Ла-Педраха-де-Портільйо
Ла-Педраха-де-Портільйо (ісп. La Pedraja de Portillo) — муніципалітет в Іспанії, у складі автономної спільноти Кастилія-і-Леон, у провінції Вальядолід. Населення — 1156 осіб (2010).
Муніципалітет розташований на відстані близько 140 км на північний захід від Мадрида, 22 км на південь від Вальядоліда.
На території муніципалітету розташовані такі населені пункти: (дані про населення за 2010 рік)
- Ель-Кардьєль: 42 особи
- Ла-Педраха-де-Портільйо: 1114 осіб

## Демографія
Динаміка населення (INE ):